# Göteborgs Stads Leasing AB
Göteborgs Stads Leasing AB är ett helägt kommunalt internbolag i Göteborgs kommun och ägs av Stadshuset AB.
Så här beskriver sig bolaget på Göteborgs stads hemsida:
Göteborgs Stads Leasing AB är ett av stadens internbolag och som sådant vänder bolaget sig endast till stadens verksamheter. Göteborgs Stads Leasing AB erbjuder förvaltningar och bolag kostnadseffektiva leasingavtal inom finansiell och operationell leasing av lös egendom som bilar, IT-utrustning, spårvagnar med mera.
Bolaget tillhandahåller också miljösmarta transporter och arbetar med att samordna miljölösningar för maskiner och fordon. Dessutom hjälper man till vid verksamheternas avyttring av anläggningstillgångar.
Bolaget startade 1992 och hette tidigare Kommunalleasing i Göteborg AB (KLAB). År 2016 slogs KLAB ihop med Gatu AB och bolaget växte i storlek och ansvar. VD för det sammanslagna bolaget blev Ove Erikson, som tidigare varit VD för både KLAB och Gatu AB.
I början av år 2017 framkom olika oegentligheter i form av att anställda och deras familjer, bekanta och andra fått sina bilar reparerade i företagets lokaler till underpriser. Detta ledde bland annat till att VD Ove Erikson blev avskedad och en ny VD, Johan Sävhage, tillsattes.